# Епархия Нконгсамбы
 Епархия Нконгсамбы  (лат. Dioecesis Nkongsambensis) — епархия Римско-Католической церкви с центром в городе Нконгсамба, Камерун. Епархия Нконгсамбы входит в митрополию Дуалы.

## История
28 апреля 1914 года Святой Престол учредил апостольскую префектуру Адамавы, выделив её из апостольского викариата Хартума (сегодня — Архиепархия Хартума). 11 июня 1923 года апостольская префектура Адамавы была переименована в апостольскую префектуру Нконгсамбы.
28 мая 1934 года Римский папа Пий XI выпустил буллу Quo apostolicae, которой преобразовал апостольскую префектуру Нконгсамбы в апостольский викариат.
28 мая 1940 года и 28 апреля 1942 года апостольский викариат Нконгсамбы передал часть своей территории для возведения апостольских викариатов Берберати (сегодня — Епархия Берберати) и Ниамея (сегодня — Архиепархия Ниамея).
9 января 1847 года апостольский викариат Нконгсамбы передал часть своей территории новым апостольским префектурам Гаруа (сегодня — Архиепархия Гаруа) и Форт-Лами (сегодня — Архиепархия Нджамены).
14 сентября 1955 года Римский папа Пий XII преобразовал апостольский викариат Нконгсамбы в епархию. В этот же день епархия Нконгсамбы вошла в митрополию Яунде.
5 февраля 1970 года епархия Нконгсамбы передала часть своей территории новой епархии Бафусама.
18 марта 1982 года епархия Нконгсамбы вошла в митрополию Дуалы.
26 мая 2012 года епархия Нконгсамбы передала часть своей территории для возведения новой епархии Бафанга.

## Ординарии епархии
- епископ Gerhard Lennartz (29.04.1914 — 1919);
- епископ Joseph Donatien Plissonneau (7.02.1920 — 1930);
- епископ Paul Bouque (28.10.1930 — 1606.1964);
- епископ Albert Ndongmo (16.06.1964 — 29.01.1973);
- епископ Thomas Nkuissi (15.11.1978 — 21.11.1992);
- епископ Dieudonné Watio (1.04.1995 — 5.03.2011) — назначен епископом Бафусама;
- епископ Dieudonné Espoir Atangana (26.05.2012 — по настоящее время).

## Источник
- Annuario Pontificio, Libreria Editrice Vaticana, Città del Vaticano, 2003, ISBN 88-209-7422-3
- Булла Quo apostolicae, AAS 27 (1935), стр. 265
- Булла Dum tantis, AAS 48 (1956), стр. 113]  (лат.)